# Международная федерация ассоциаций тайского бокса
Международная федерация ассоциаций тайского бокса (англ. International Federation of Muaythai Associations, IFMA) — международная организация, являющаяся руководящим органом в мировом любительском  и профессиональном тайском боксе. В нее входит 130 стран на пяти континентах. IFMA координирует взаимодействие между региональными федерациями, занимается стратегическим планированием, поддержкой молодежного спорта, борьбой с допингом, поддержанием традиций стиля и взаимодействием с другими международными организациями.

## История IFMA
Федерация была основана в 1993. В том же году прошел первый чемпионат мира по ее эгидой. В нем участвовало всего 20 стран. Для сравнения — в последних чемпионатах IFMA количество государств-участников превосходило 100.
Важной вехой в развитии организации и муай-тая стал 1995 год, когда внутри спорта было признано равенство полов, а вид пробно дебютировал на восемнадцатых Играх Юго-Восточной Азии.
В 1998 IFMA добилась включения муай-тай в Летние Азиатские игры в качестве демонстрационного вида спорта.
В 1999 году Олимпийский совет Азии признал МФЛМ и тайский бокс как вид спорта.
В 2003 году чемпионат мира по муай-тай впервые прошел не на территории Юго-Восточной Азии, а в Казахстане.
В 2005 тайский бокс включили в программу Азиатских игр, Азиатских игр по боевым искусствам и состязаниям в помещениях и в качестве полноправного члена в программу двадцать третьих Игр Юго-Восточной Азии.
В следующем году муай-тай и IFMA стали членами Генеральной ассоциации международных спортивных федераций (GAISF), которая позднее трансформировалась в Международный конвент «Спорт-Аккорд».
В 2008 на IV Всемирных играх TAFISA «Спорт для всех» под патронатом МОК и ЮНЕСКО представителей муай-тай было больше, чем спортсменов других видов. Аналогичный успех у тайского бокса был и на Первых Всемирных игр боевых искусств «Спорт Аккорд» в Пекине в 2010 году.
Через два года стартовала официальная кампания по признанию IFMA Международным олимпийским комитетом. Тогда же — в 2012 — прошел чемпионат мира в Санкт-Петербурге, который стал репетицией перед Вторыми Всемирными играми боевых искусств 2013. В Россию приехали участники из 92 стран.
В следующем году к IFMA пришло официальное признание Международной Ассоциации Всемирных Игр. На Вторых Всемирных играх боевых искусств 2013 в Санкт-Петербурге муай-тай установил рекорд по количеству зрителей среди всех неолимпийских видов спорта. Дополнительную популярность тайскому боксу в тот год принесло телевизионное шоу «The Challenger Muaythai», у которого было 400 миллионов зрителей по всему миру. Программа стала номинантом премии Эмми.
В 2014 — всего через один год после официального признания — муай-тай был включен в программу Всемирных игр, а число стран-участниц чемпионата мира в Малайзии впервые в истории вида превысило цифру 100. Тогда же тайский бокс был награжден международной премией «Дух спорта» за вклад в развитие общества.
В 2015 Международная федерация университетского спорта официально признала IFMA, и под ее эгидой прошел первый в истории Чемпионат Мира среди студентов по муай-тай. Очередной рекорд по количеству участников был побит в этом году на Кубке короля в Бангкоке — команды из 120 стран приняли участие в соревновании.

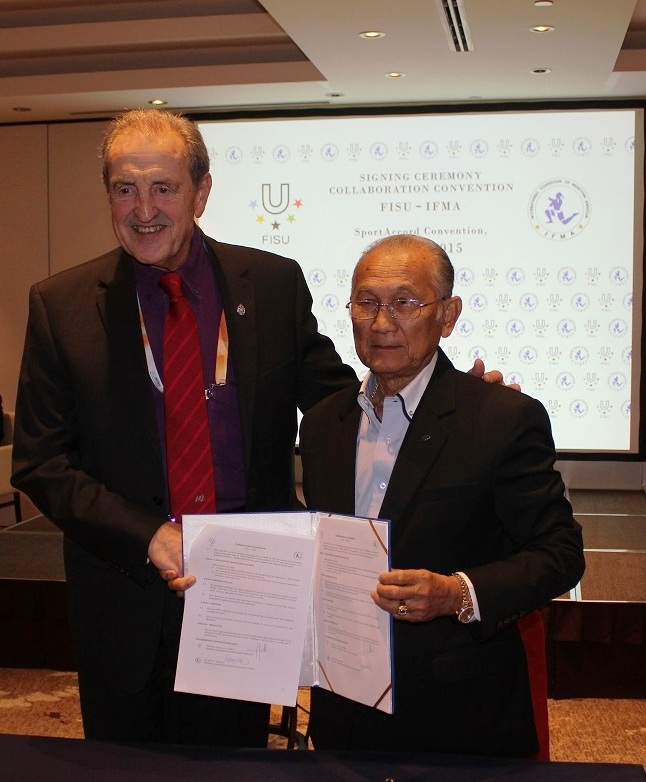
Президент МФЛМ Сакчай Тапсуван и президент МФУС Клод-Луи Галльен подписывают соглашение о сотрудничестве между Международной федерацией любительского муай-тая и Международной федерацией университетского спорта.

В 2016 под эгидой IFMA прошло сразу несколько мероприятий — чемпионат мира в Швеции, Кубок Мира в России (г. Казань), чемпионат Европы в Хорватии и Молодежный чемпионат мира в столице Таиланда. Также спортсмены, выступающие под эгидой Международной федерации любительского муай-тая, приняли участие в Пляжных азиатских играх во Вьетнаме и Панамериканских играх в Перу. В шестнадцатом году Генеральный Секретарь IFMA Стивен Фокс становится вице президентом «Спорт-Аккорд». 6 декабря 2016 Исполнительный комитет МОК дает временное признание муай-таю. С этого момента IFMA стала членом Ассоциации международных спортивных федераций, признанных МОК.
В 2017 прошел чемпионат мира в Минске, а муай-тай стал дисциплиной Всемирных игр, проходивших во Вроцлаве. Молодежный чемпионат мира Бангкоке в том году побил рекорд по количеству участников — на него приехали 1200 спортсменов из разных стран.

## Программы IFMA
Международная ассоциация любительского муай-тая сотрудничает с «ООН-женщины» по проблеме борьбы с насилием, обусловленным гендерным различием. В частности, специалистами Структуры Организации Объединенных наций была разработана специальная обучающая программа для тренеров по тайскому боксу, которая направлена на пропаганду решения данной проблемы. Всего под эгидой IFMA преподает более 200 000 человек.
Совместно с Всемирным Советом Муай Тай проводятся мероприятия по борьбе с детской наркоманией. С 1999 года действует программа «Find the Right Path», включающая обучающие семинары и благотворительные мероприятия.
IFMA вместе с организацией Князя Монако Альберта Мир и спорт «Sport is your Gang», направленную на борьбу с проявлениями детского насилия.

## Дисциплины муай-тай
Муай-тай включает в себя пять основных дисциплин, признанных IFMA:
- Муай (известен как муай-тай, тайский бокс) — соревновательный вид спорта. В нем разрешены удары руками, ногами, локтями, коленями и элементы борцовской техники в стойке. Профессиональные бои длятся 5 раундов по три минуты, любительские — три раунда. Защитная экипировка -шлемы, налокотники и кирасы — используются только любителями. Профессионалы бьются только в перчатках.
- Муай Боран — обобщенное название нескольких видов рукопашного боя в муай-тай. Вместо перчаток спортсмены используют веревки, которыми обматывают кулаки. В Таиланде Муай Боран включает в себя пять видов единоборств: муай тасао, муай корат, муай лопбури, муай чайя и муай панакорн.
- Краби крабонг — искусство владения оружием. Первое слово в названии дисциплины переводится как «меч», второе — «палка».
- Муай талай — развлечение, которым занимаются на пляжах и у водоемов. Участники соревнуются в ловкости — побеждает тот, кто остается сидеть на бревне после поединка.
- Муай аэробика — комплекс упражнений, основанный на методике подготовки бойцов тайского бокса. Во время тренировок используются боксерские лапы, пэды и мешки[12].